# 모토도마리촌

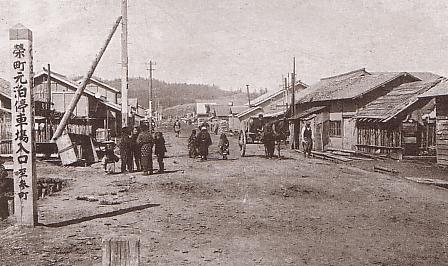
모토도마리 정의 풍경

모토도마리촌(일본어: 元泊村 모토도마리무라[*])은 일본이 지배하던 시기의 사할린에 있던 마을이다. 법적으로는 1949년 6월 1일, 국가 행정 조직법 시행에 따라 폐지되었다. 1941년 12월 1일, 인구는 7,757명이였다.